# Grignotin
Pour les articles homonymes, voir Gopher (homonymie).
Grignotin (Gopher en VO) est un personnage de l'univers de Winnie l'ourson. Il s'agit d'un gaufre (gopher en anglais) qui vit dans la Forêt des rêves bleus.
À l'inverse de la plupart des personnages de l'univers de Winnie l'ourson, Grignotin est absent des œuvres originales d'Alan Alexander Milne : il fait sa première apparition en 1966 dans le court-métrage Winnie l'ourson et l'arbre à miel, repris dans le long-métrage  Les Aventures de Winnie l'ourson (1977). Pour John Grant, l'ajout de ce personnage est moins réussi que celui de la Poignée de porte dans Alice au pays des merveilles (1951).
Il est présent dans la plupart des films mettant en scène l'ourson maladroit. Il a un rôle particulièrement important dans l'épisode Une peur noire de la série Winnie l'ourson, où Coco Lapin vole son casque pour planter ses carottes le soir.